# Saint-Viâtre
Saint-Viâtre là một xã thuộc tỉnh Loir-et-Cher miền trung nước Pháp.